# Ernst Junkermann
Ernst Junkermann (* 25. Juni 1881; † 5. März 1944) war ein deutscher Seeoffizier, zuletzt Vizeadmiral der Kriegsmarine.

## Leben
Ernst Junkermann trat am 10. April 1899 in die Kaiserliche Marine ein. Im April 1904 wurde er im Stab des Vermessungsdampfers für Ostseevermessungen zum Oberleutnant zur See befördert.
Nachdem er im Stab der II. Führer der Torpedoboote gedient hatte, war er bis November 1917 als Admiralstabsoffizier beim I. Führer der Torpedoboote. Er ging bis April 1918 als Navigationsoffizier auf das Großlinienschiff Markgraf. Anschließend war er in der gleichen Position auf dem Großlinienschiff König und nahm nach Kriegsende an der Überführung des Schiffs nach Scapa Flow teil. Er wurde mit der Wahrnehmung der Geschäfte als Kommandant beauftragt und am 21. Juni 1919 erfolgte unter seinem Kommando die Versenkung des Schiffs.
Nach dem Krieg wurde er in die Reichsmarine übernommen. 1921 war er als Korvettenkapitän (Beförderung am 24. April 1916) zum Stab des Wehrkreiskommandos II kommandiert. Es folgte am 1. Mai 1922 seine Beförderung zum Fregattenkapitän und am 1. Februar 1925 zum Kapitän zur See.Von Mai bis Juli 1925 war er kurz Kommandant der Hamburg. Von Juli 1925 bis April 1926 war er Kommandant des Kleinen Kreuzers Berlin. Anschließend war er bis September 1927 Kommandant des Linienschiffs Hessen. Am 1. Januar 1929 war er zum Konteradmiral befördert worden und war Inspekteur der Inspektion des Torpedo- und Minenwesens (Kiel). Von Anfang Oktober 1928 an war er zeitgleich bis Oktober 1930 in regelmäßigen Abständen als Vertreter von Konteradmiral Richard Foerster, ab Februar 1930 von Konteradmiral Otto Schultze, Inspekteur des Bildungswesens der Marine. Am 31. März 1931 wurde er als charakterisierter Vizeadmiral aus der Marine verabschiedet.
In der Kriegsmarine war er als charakterisierter Vizeadmiral z. V. gestellt und als Nachfolger von Eugen Lindau ab Ende Mai 1940 stellvertretender Reichskommissar des Prisenhofs Hamburg. Dies blieb er bis Februar 1941. Er war bis August 1941 Reichskommissar des Prisenhofs Berlin-Südost und wurde dann bis August 1942 Richter am Prisenhof Berlin. Am 1. April 1942 erhielt er das Patent als Vizeadmiral und am 31. Mai 1943 wurde seine z.V.-Stellung aufgehoben.